# Lavigeria macrocarpa

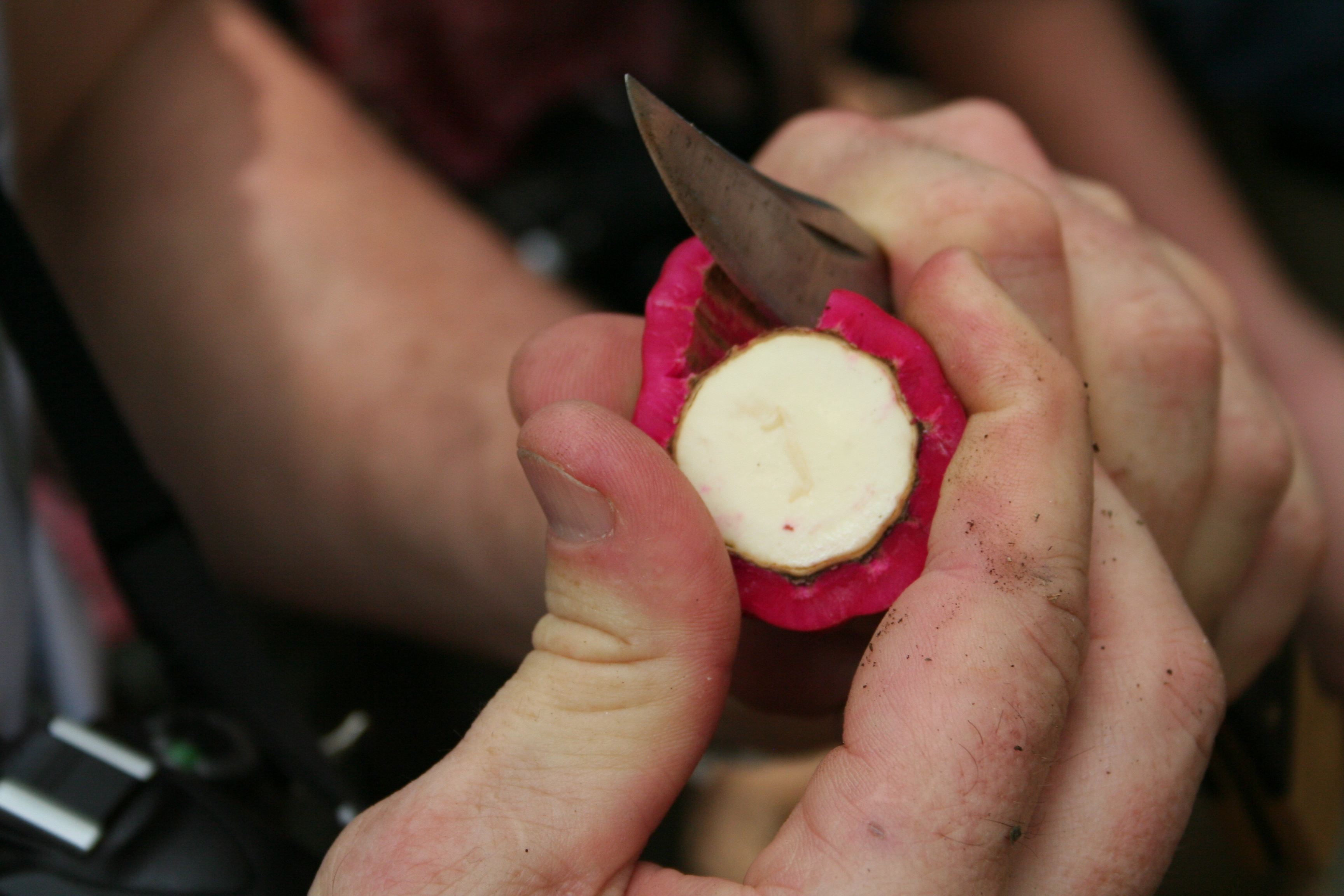
Halbierte Frucht von Lavigeria macrocarpa

Lavigeria macrocarpa ist eine Pflanzenart in der Familie der Icacinaceae aus dem zentralen Afrika bis Nigeria. Es ist die einzige Art der Gattung Lavigeria.

## Beschreibung
Lavigeria macrocarpa ist eine immergrüne, verholzende Kletterpflanze, Liane.
Die einfachen, kurz gestielten und ledrigen Laubblätter sind wechselständig. Der kurze, behaarte Blattstiel ist bis 1,5 Zentimeter lang. Die verkehrt-eiförmigen bis elliptischen, bespitzten und ganzrandigen, oberseits kahlen Blätter sind 12–28 Zentimeter lang, 5,5–11 Zentimeter breit und unterseits auf den Adern behaart.
Es werden bräunlich behaarte Rispen gebildet. Die fünfzähligen, sehr kleinen und fast sitzenden Blüten sind mit doppelter Blütenhülle. Der kleine Kelch ist bräunlich behaart. Die gelblichen Petalen sind kahl. Es sind 5 kurze Staubblätter vorhanden. Der oberständige Fruchtknoten ist langhaarig mit einem kurzen Griffel.
Es werden ledrige, rippige, knotige und rote, verkehrt-eiförmige bis ellipsoide, bis 5–15 Zentimeter lange und 4–8 Zentimeter dicke Steinfrüchte gebildet.

## Taxonomie
Die Erstbeschreibung des Basionyms Icacina macrocarpa erfolgte 1868 durch Daniel Oliver in Fl. Trop. Afr. 1: 357. Die Aufstellung der neuen Gattung Lavigeria und die Umstellung der Art Icacina macrocarpa zu Lavigeria macrocarpa erfolgte 1892 durch Jean Baptiste Louis Pierre in Fl. Forest. Cochinch.: t. 267. Ein Synonym ist Lavigeria salutaris Pierre. Der Gattungsname Lavigeria ehrt den französischen Geistlichen Charles Martial Lavigerie (1825–1892).

## Verwendung
Die Früchte und das Endosperm sind essbar.